# Trigonelleae
Trigonelleae je tribus mahunarki, dio je potporodice Faboideae.
Sastoji se od tri roda a tipičan je Trigonella ili piskavica.

## Rodovi
1. Trigonella L. (107 spp.)
2. Melilotus Mill. (22 spp.)
3. Medicago L. (85 spp.)